# Limbi P-celtice
Limbile P-celtice sunt cele, în care sunetul proto-celtic *kʷ a schimbat în p. Împărțirea limbilor celtice în P și Q a fost prima propusă de lingviști și apoi, prin inventarea celui de-al doilea sistem de clasificare, în limbi continentale și insulare, a devenit subiect de cercetare mai profundă având în vedere faptul că schimbare menționată a putut să se întâmple independent în fiecare limbă de tip P.

## Clasificare
- limbi P-celtice
  - limbi britonice
    - limba britanică
      - limbi britonice occidentale
        - limba cumbrică
        - limba galeză

      - limbi britonice meridionale
        - limba bretonă
        - limba cornică

    - limba pictă (clasificare incertă)

  - limba galică
    - limba galațiană
    - limba lepontină
    - limba norică